# Qingyuan
Pour les articles homonymes, voir Qingyuan (homonymie).
Qingyuan (清远 ; pinyin : Qīngyuǎn) est une ville de la province du Guangdong en Chine.

## Histoire de la ville de Qingyuan
Qingyuan était une préfecture des dynasties du Nord et du Sud. Cependant, le statut administratif de Qingyuan a été rétrogradé à un comté au cours de la dixième année de l'ère Kaihuang de la dynastie Sui (590 apr. J.-C.). Depuis lors, jusqu'à la formation de la République de Chine en 1911, Qingyuan était gouvernée par la préfecture de Guangzhou (廣州 府).
Sous la dynastie Qing, la région était connue sous le nom de comté de Qingyuan. Il a ensuite été promu au rang de ville préfectorale.

## Géographie
La zone administrative de Qingyuan varie en latitude de 23° 31′ à 25° 12′ N, et en longitude de 111° 55′ à 113° 55′ E, situé juste au nord du tropique du Cancer et à environ 200 km de la côte de la mer de Chine méridionale. Plus de la moitié de la région est montagneuse, et les élévations augmentent du sud-est au nord-ouest.
Qingyuan a un climat subtropical humide influencé par la mousson, avec une température annuelle moyenne de 20,7 °C, 1 900 mm de pluie, 1 662,2 heures de soleil, et une période de 314,4 jours sans gel.
histoire simple de Qingyuan: Qingyuan était une préfecture des dynasties nord et sud (南北朝). Cependant le statut administratif de Qingyuan est passé au comté de Qingyuan la dixième année de l'ère du kaihuang (開 皇) de la dynastie Sui (隋). Depuis lors et jusqu'à la formation de la République de Chine en 1911, Qingyuan était gouvernée par la préfecture de Guangzhou (府). Sous les Qing, la région était connue sous le nom de comté de Qingyuan. en l'an 1988, la ville de Qingyuan est établie.

## Économie
Qingyuan, ville-préfecture, est une plaque tournante économique et transport important. Le chemin de fer Beijing-Guangzhou, China National Highway 106 et 107, et la rivière Bei traversent la ville. L'infrastructure maritime dans Qingyuan joue un rôle vital dans le transport de marchandises vers d'autres centres régionaux du Guangdong et à des endroits aussi loin que Hong Kong et Macao. Les principaux ports sont Qingyuan Port, Yingde Port, Lianzhou Port et Yangshan Port.

## Population
Selon le recensement de 2010, Qingyuan a une population de 3 698 394 habitants, 550 715 de plus qu'en 2000 (un taux de croissance annuel de 1,63 %). Chinois Han comprennent plus de 95 % de l'ensemble de la population. Dispersés minorité Zhuang et Yao sont présents.

## Activités
Qingyuan est célèbre pour ses attractions touristiques. Ceux-ci comprennent Niuyuzui, Temple Feilai, Scenic Spots Feixia, Baojing Palais de Yingde, Taihe Ancient Cave de Qingxin, Sankeng Hot Spring dans le comté de Qingxin, Huanghua Lake à Fogang, Little Biejiang de Lianyang, Peak Shikengkong à Yangshan County, rivière souterraine de Lianzhou, Trois Gorges de Huangchuan, Yinzhan Hot Spring Area, et les coutumes autochtones des minorités dans Liannan et Lianshan.

## Subdivisions administratives
La ville-préfecture de Qingyuan exerce sa juridiction sur huit subdivisions - un district, deux villes-districts, trois xian et deux xian autonomes :
- le district de Qingcheng - 清城区 Qīngchéng Qū ;
- la ville de Lianzhou - 连州市 Liánzhōu Shì ;
- la ville de Yingde - 英德市 Yīngdé Shì ;
- le xian de Fogang - 佛冈县 Fógāng Xiàn ;
- le xian de Qingxin - 清新县 Qīngxīn Xiàn ;
- le xian de Yangshan - 阳山县 Yángshān Xiàn ;
- le xian autonome yao de Liannan - 连南瑶族自治县 Liánnán yáozú Zìzhìxiàn ;
- le xian autonome zhuang et yao de Lianshan - 连山壮族瑶族自治县 Liánshān zhuàngzú yáozú Zìzhìxiàn.